# Ines Wetzel
Ines Wetzel é o nome artístico (ou pseudônimo) de Christina Josephina Holthof, nascida em 7 de março de 1872 em Frankfurt am Main e falecida em 13 de fevereiro de 1938 em Berlim. Ela foi uma pintora e artista gráfica expressionista alemã.